# Pyramidanthe
Pyramidanthe is een geslacht uit de familie Annonaceae. Het geslacht telt een soort die voorkomt in West-Maleisië.

## Soorten
- Pyramidanthe prismatica (Hook.f. & Thomson) Merr.